# Direction générale de l'Offre de soins
La direction générale de l'Offre de soins, abrégé DGOS, est une direction générale du ministère de la Santé français.

## Noms successifs de la direction
- 4 mai 1960 : Centre technique de l'équipement sanitaire et social[1]
- 6 juillet 1966 : Service des établissements[2]
- 28 mars 1967 : Direction de l'Équipement social[3]
- 13 novembre 1970 : Direction des Hôpitaux[4]
- 25 juillet 1980 : Direction générale de la Santé et des Hôpitaux[5]
- 10 novembre 1981 : Direction des Hôpitaux[6]
- 21 juillet 2000 : Direction de l'Hospitalisation et de l'Organisation des soins (DHOS)[7],[8],[9]
- 15 mars 2010 : Direction générale de l'offre de soins (DGOS)[10],[11]

## Missions
Elle a plusieurs missions, citées à l'article D.1421-2 du Code de la santé publique, notamment :
- assurer la qualité des soins, leur continuité et la proximité des soins ;
- organiser l'offre de soins en collaboration avec la direction générale de la Santé, la direction générale de l'Action sociale,  et la direction de la Sécurité sociale ;
- Elle assure le respect des droits des usagers de l'offre de soins.
- Elle est chargée de la réglementation relative aux pharmacies et aux laboratoires de biologie médicale et veille à son application.
- Elle est responsable de l'organisation de l'offre de soins au bénéfice des personnes détenues et retenues.
- Elle assure la conception, la mise en œuvre et le suivi des règles de financement et de régulation financière des établissements de santé, publics et privés. Elle est consultée sur les conditions de rémunération des structures et des professionnels de santé exerçant en dehors des établissements de santé, ou exerçant à la fois en établissement de santé et en ville, à titre libéral ou salarié.
- organiser, conjointement avec la direction générale de l'Enseignement supérieur et de l'Insertion professionnelle du ministère de l'Éducation nationale, de l'Enseignement supérieur et de la Recherche, la formation des professionnels de la santé et leur activité.
- Elle contribue à la définition des priorités de la recherche, en particulier sur le champ clinique, et veille à la conduite d'études prospectives sur l'offre de soins. Elle favorise et oriente le développement et la diffusion des processus de soins et des produits de santé innovants.

Elle est une sorte d'interface entre le ministère de la Santé et les établissements de soins.

## Organisation
L'organisation de la direction est fixée par l'arrêté du 26 mars 2024. Elle comprend : 
- la sous-direction de l'accès aux soins et du premier recours ;
- la sous-direction de la prise en charge hospitalière et des parcours ville-hôpital ;
- la sous-direction du financement et de la performance du système de santé ;
- la sous-direction des ressources humaines du système de santé ;
- la sous-direction de l'appui au pilotage et des ressources ;
- le pôle recherche et accès à l'innovation.

## Directeurs successifs
- Directeurs des Hôpitaux :
  - 1970-1976 : Jacques Baudouin[14]
  - 1976-1980 : Jacques Guillot[15]
- Directeurs généraux de la Santé et des Hôpitaux :
  - 1980-1981 : Jean Choussat[16]
- Directeurs des Hôpitaux :
  - 1981-1986 : Jean de Kervasdoué[17]
  - 1986-1989 : François Delafosse[18]
  - 1989-1995 : Gérard Vincent[19]
  - 1995-1998 : Claire Bazy-Malaurie[20]
  - 1998-2000 : Édouard Couty[21]
- Directeurs de l'Hospitalisation et de l'Organisation des soins :
  - 2000-2005 : Édouard Couty[22]
  - 2005-2006 : Jean Castex[23]
  - 2006-2010 : Annie Podeur[24]
- Directeurs généraux de l'offre de soins :
  - 2010-2012 : Annie Podeur[25]
  - mars-septembre 2012 : François-Xavier Selleret[26]
  - octobre 2012 : Jean Debeaupuis[27]
  - avril 2016 : Anne-Marie Armanteras de Saxcé[28]
  - juin 2017 : Cécile Courrèges[29]
  - septembre 2019 : Katia Julienne[30]
  - avril 2022 : Cécile Lambert (intérim)[31]
  - novembre 2022 : Marie Daudé[32]